# 長瀬清一郎
長瀬 清一郎（ながせ せいいちろう、1860年12月31日（万延元年11月20日）- 1906年（明治39年）9月26日）は、明治期の農業経営者、政治家。衆議院議員。

## 経歴
武蔵国葛飾郡杉戸宿（現:埼玉県北葛飾郡杉戸町）で生まれる。農業を営んだ。
1897年9月、第4回衆議院議員総選挙で埼玉県第三区から選出された野口褧が議員を辞職したことに伴う補欠選挙に出馬し、同年10月に当選。選挙中に自由党、進歩党両派の壮士が二郷半領で激突し、多数の死傷者が発生し東京憲兵隊が出動する騒動が起きている。その後、第5回、第6回総選挙でも当選し、衆議院議員を三期務めた。
その他、杉戸銀行古河支店長を務めた。